# ユリーカ (企業家・タレント)
ユリーカ（Yureeka、本名：安田 有里（やすだ ゆり、Yuri Yasuda）、1983年6月21日 - ）は日本の女性実業家。アート・コレクター、ティーソムリエ（英国ティー・アカデミー）、コラムニスト。東京を拠点に、ロンドン、香港で活動するソーシャライト。
東京都生まれ、ニューヨーク育ち。上智大学比較文化学部卒業。

## 来歴

### 生い立ち
1983年、東京都に生まれる。母方の曽祖父は、大正時代の医師で歌人の樋詰正治。祖父は、通産省のトップ官僚、樋詰誠明（元中小企業庁長官、元大丸百貨店副社長。昭和の時代、二期に渡り関西経済同友会代表幹事を務めた人物）。母は詩人であり若い日にサンリオ出版から5冊の詩集を出版している。父はアメリカ合衆国ニューヨーク市でアート関係の会社を経営している。
3歳のとき、父のニューヨーク赴任で渡米、14歳まで過ごした 。インターナショナルスクール出身。

### 芸能・作家活動
学生時代からスカイパーフェクTV!の音楽番組『NOGINOGI』のナビゲーターを務め、ライターやフォトグラファーとして東京のトレンド情報を海外雑誌『ELLE KOREA』『Marie Claire Russia』に記事を執筆していた。
ガルシアマルケス（現・クリスタルボール）のブランドファッションモデル、グローバルワークスモデル、ガルシアマルケスではアパレルデザインも手がけた。デジタルアート作家として個展「ユリーカアート」を2008年4月に東京・西麻布で開催。テレビ出演などメディアで活動、ソニー・ミュージック・アーティストに在籍していた。卒業後に起業、近年は社長業に専念、東京とロンドンを拠点として活動している

### 実業家
2007年、ワンダーリリー（株）設立。
2011年、ニューヨークのティー・ブランド「ハーニー＆サンズ」の輸入総代理店となり、フレーバー・ティーの輸入開始。
『DEAN&DELUCA』を始め、全国300箇所以上で展開、『ペニンシュラ・ホテル』『コンラッド・ホテル』のメニューにも登場している。2014年、JR名古屋タカシマヤに直営店「ハーニー＆サンズ」開店
店舗デザインは、女性建築家、永山祐子によるものだった
。2019年、リニューアルオープン。
2015年、ザ・ティータイム・カンパニー設立。
同年、香港とパリを拠点にアートと食の融合掲げるポン・デ・ザール社のブランド・アンバサダーに就任。2016年、2017年、Art Fair TokyoにVIPスポンサーとして参加。
2017年「SAYURI」ブランド発表。日本伝統の製品を海外で展開、日本酒、梅酒、日本茶などを手掛けている。
2017年Tokyo Art Office(TAO)設立。アートファンドThe Fine Art Groupと協力体制をとっている。2018年11月、パリで開催されたアジアのコンテポラリーアートフェア「ASIA NOW」アンバサダーを務めた。
Soho House日本進出のリエゾン。2019年PLANET N GROUPのadvisory boardに就任。
コラムニストとしては、2013年からCommons & Sense誌に、アートに関するコラムを連載。BillionaireやLarry’s List に、コンテンポラリー・アートに関するエッセイを執筆している 。
2018年から Forbes Japan のオフィシャル・コラムニストとして、「世界で活躍する日本人アーティスト」のインタビュー（ミカタジマ、五木田智央、塩田千春・・・）を連載中。
2019年3月 artnet newsに、ソーシャルメディアにおけるArt-worldのインフルエンサーの一人として紹介されている。

## 人物
名前はアルキメデスがアルキメデスの原理を発見したときに発した「eureka（見つけた）」に由来する。
2008年5月にアメーバブログにて公式ブログ「YUREEKAのブログ」を開設、更新開始。同年10月に有名人部門に移行してタイトル「Yureeka's Castle」。ブログの文章は半分が英語で綴られている。2010年6月にTwitterを開始した。2013年7月[Common&Senseにて、blog YUREEKA を開始。
幼少期から、ニューヨークのメトロポリタンミュージアムやモダン・アート・ミュージアムに親しみ〔脚注：出典、common&sense,issue45〕、作家のアトリエを訪れる等アートが身近な環境で育ったため、アートでもビジネスに参入することは自然の流れであったと語っている
ファッションは、ハイ・ブランドにこだわらず、カジュアル・ブランドも自由に取り入れ、お洒落なライフスタイルは度々雑誌等に取り上げられている。好きなブランドは、LOUIS VUITTONである。
趣味は乗馬であり、世界各地での乗馬シーンがインスタグラムに登場している。
海外のアーティストやコレクターと親交があり、Nanjing や Schloss Mauensee等世界各地のアートを巡る旅を続けている。2018年4月NET-A-PORTERマガジンのゴールデンルールにも登場した

## 主なメディア出演

### テレビ番組
- NOGINOGI（スカイパーフェストTV!、2001年 - 2002年）ナビゲーター
- 踊る!さんま御殿!!（日本テレビ）不定期出演
- 森田一義アワー 笑っていいとも!（フジテレビ）不定期出演
- サンデージャポン（TBS）不定期出演
- 美しき青木ド・ナウ（テレビ朝日）不定期出演